# Enrico Rovira
Enrico Rovira (* 1971) je španělský čokolatiér, učitel a podnikatel, který má svoji provozovnu v Barceloně. Studoval v Paříži a Miláně a po studiích se začal věnovat výrobě čokolády. Jeho návrhy jsou inspirovány prací katalánského architekta Antoni Gaudího. Své umění vyučuji i na Harvardu. Jeho limitované kolekce se prodávají v obchodech, buticích, restauracích a hotelech v Evropě, Japonsku, Austrálii a USA.

## Použitá literatura
- Forbes, duben. 2014
- https://web.archive.org/web/20140808045926/http://www.foodsfromspain.com/icex/cda/controller/pageSGT/0,9459,35868_6865956_6910589_4448372,00.html